# Henry Enamorado
Henry Enamorado (Santa Bárbara, 5 de agosto de 1977) é um futebolista hondurenho que atua como goleiro.

## Carreira
Henry Enamorado fez parte do elenco de Honduras que ganhou a medalha de bronze na Copa América 2001.

## Defesas célebres
Durante a Copa América 2001,Enamorado defendeu um pênalti do uruguaio Carlos Eduardo Gutiérrez.

## Títulos
Seleção Hondurenha
- Copa América de 2001: 3º Lugar